# Siderastrea siderea
Siderastrea siderea là một loài san hô trong họ Siderastreidae. Loài này được Ellis & Solander mô tả khoa học năm 1786.